# ヤーコブ・フォッペンス・ファン・エス
ヤーコブ・フォッペンス・ファン・エス（Jacob Foppens van Es、1596年ころ - 1666年3月11日（埋葬日））は、フランドルの画家である。食べ物や花を描いた静物画を描いた。オシアス・ベールトやクララ・ペーテルスと並んで、フランドルの最も早い時期の静物画を専門とする重要な画家とされる。

## 略歴
ファン・エスの生涯について知られていることは少ない。同時代の画家、ヨアンネス・メイセンス（Joannes Meyssens: 1612–1670）の下絵で、ヴェンツェル・ホラー（Wenceslas Hollar: 1607—1677）が版画にして出版されたファン・エスの肖像画にはアントウェルペン生まれと記載されているがそれを裏付ける証拠はない。1617年にアントウェルペンの聖ルカ組合に親方として登録されたが、それ以前に誰かの弟子として登録されていないことから、おそらく絵の修行はアントウェルペン以外で行ったのでないかと推測されている。 
アントウェルペンの聖ルカ組合に登録された時点では結婚していて、ニコラースという息子がいて、この息子は1648年に聖ルカ組合に登録された。その他に3人の息子と、3人の娘がいて、最後の3人の子供の名付け親を有名な画家のヤーコブ・ヨルダーンス（1593-1678）やコルネリス・スフート（1597-1655）、デオダート・デル・モンテ（Deodaat del Monte: 1582-1644)が務めていることから、ファン・エスはアントウェルペンの画家たちの間で、有力な地位を占めていたと考えらている。
アントウェルペンで50年間に渡って画家として活動し、オシアス・ベールト（c.1580-1624）やクララ・ペーテルス（c.1594-1657）と同じようなスタイルで小さなサイズの食事の並んだ食卓を描く静物画である「朝食画（ontbijtjes）」などを描いた。ヤーコブ・ヒリス（Jacob Gillis）やヤン・ファン・ティーネン（Jan van Tienen）という弟子がいた。花の静物画や人物画の得意な画家、ヘンドリック・ファン・バーレンと共作で花環図（garland）も描いた。
1666年3月11日にアントウェルペンに埋葬された。

## 作品

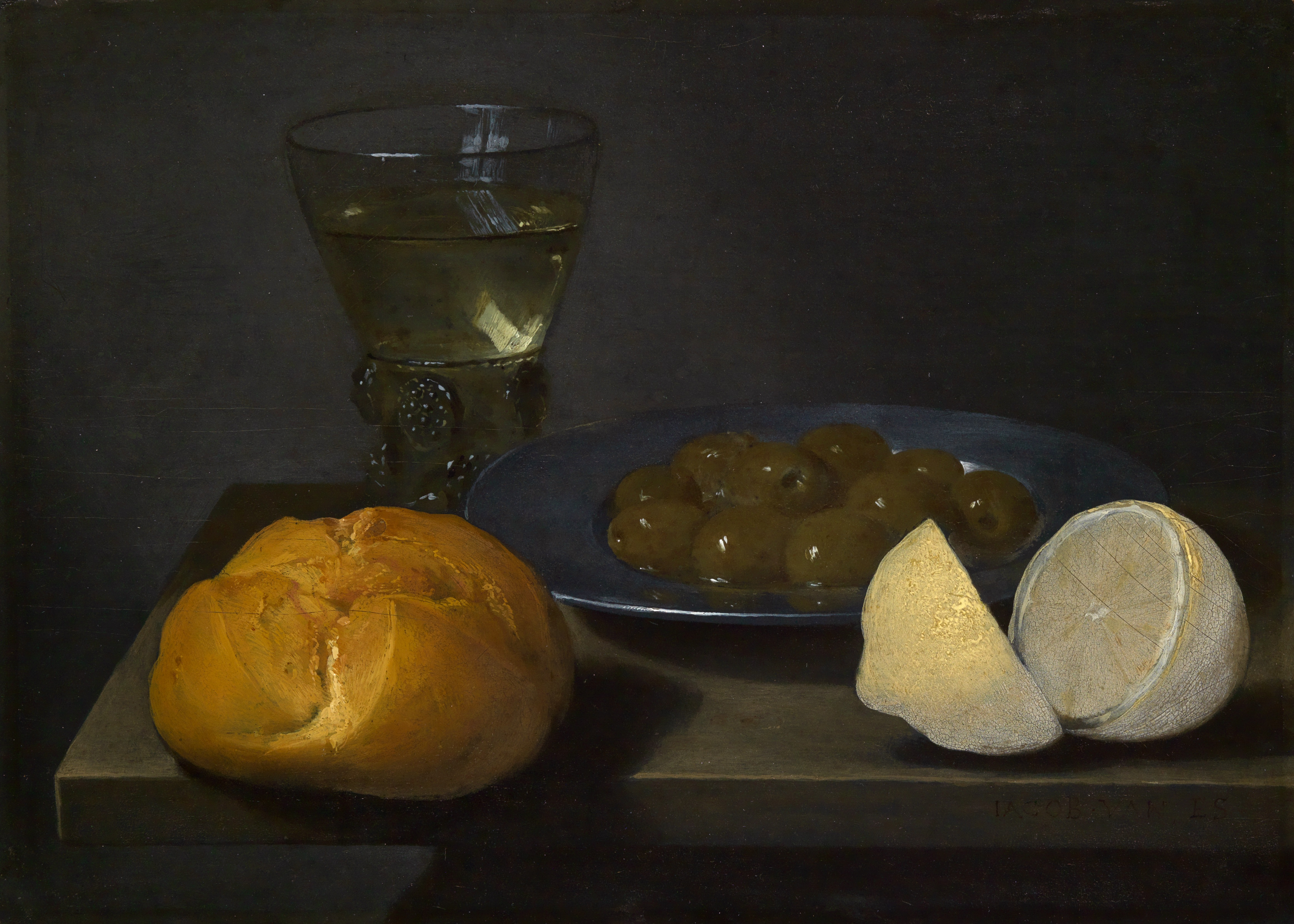
パン、オリーブ、レモン、ガラス食器のある静物画 カールスルーエ州立美術館
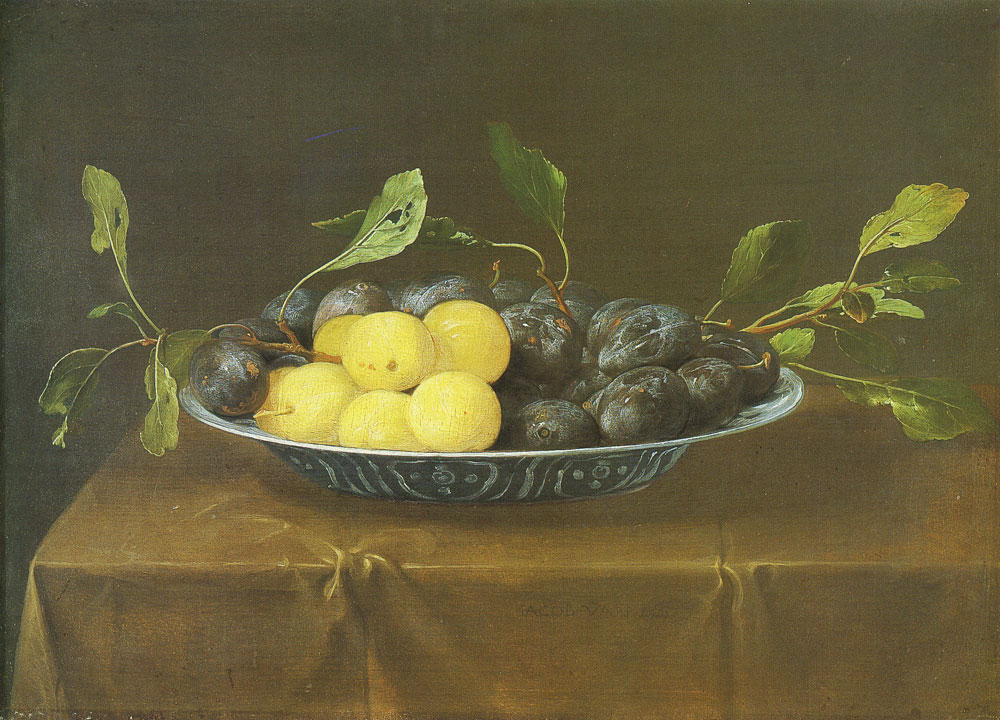
中国産の皿に盛られたスモモ
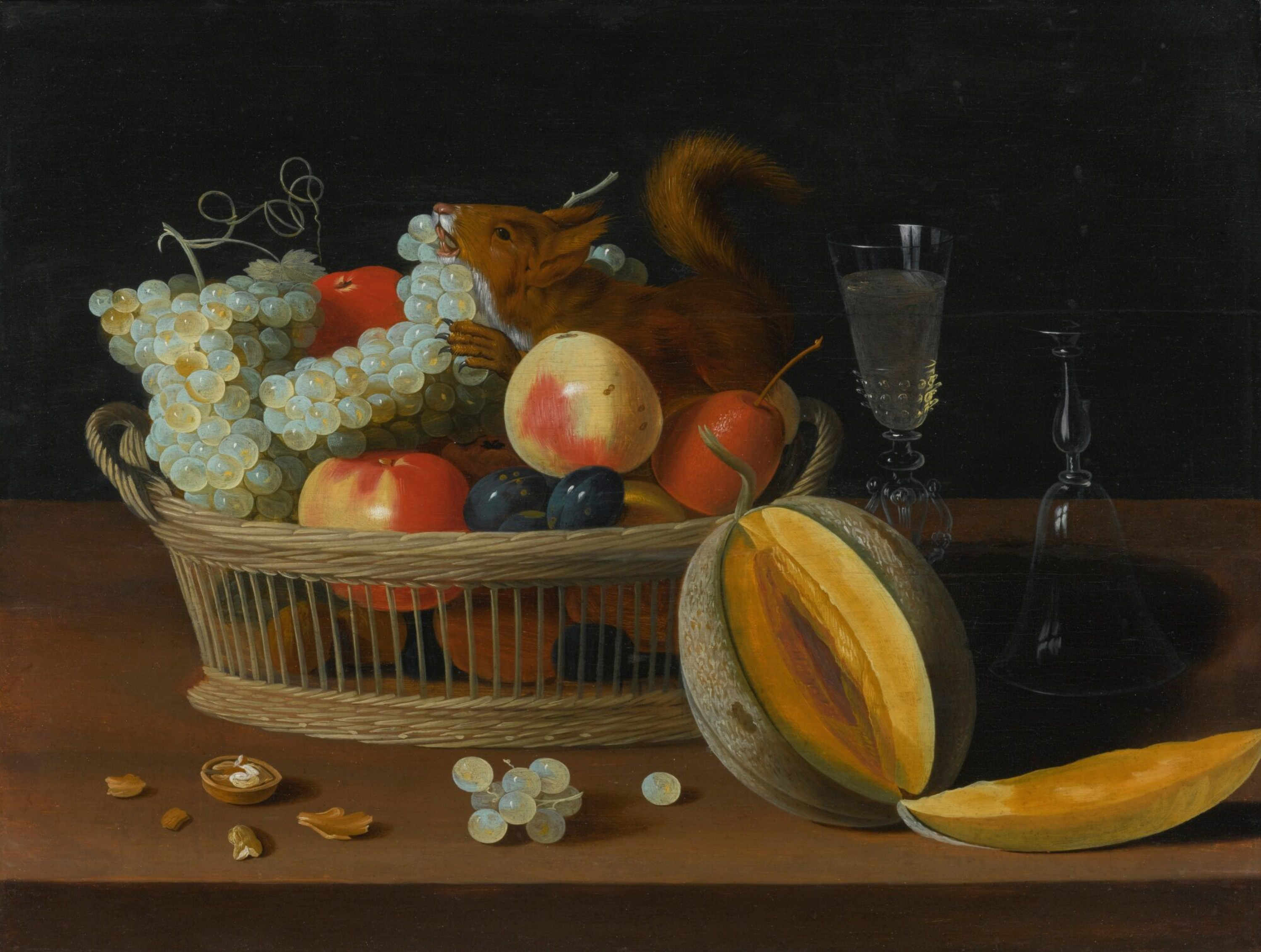
切られたメロンとリスがいる果物籠とガラス食器のある静物画

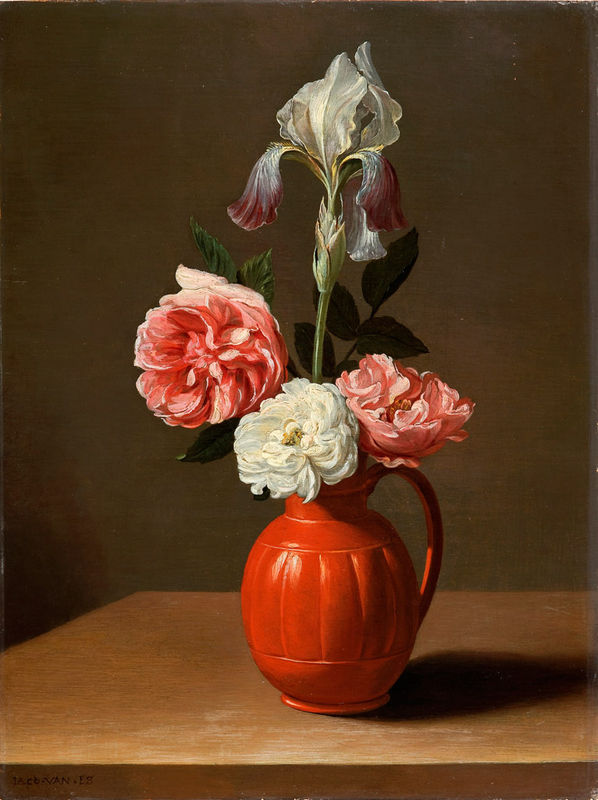
アイリスとバラ (1630/1640)
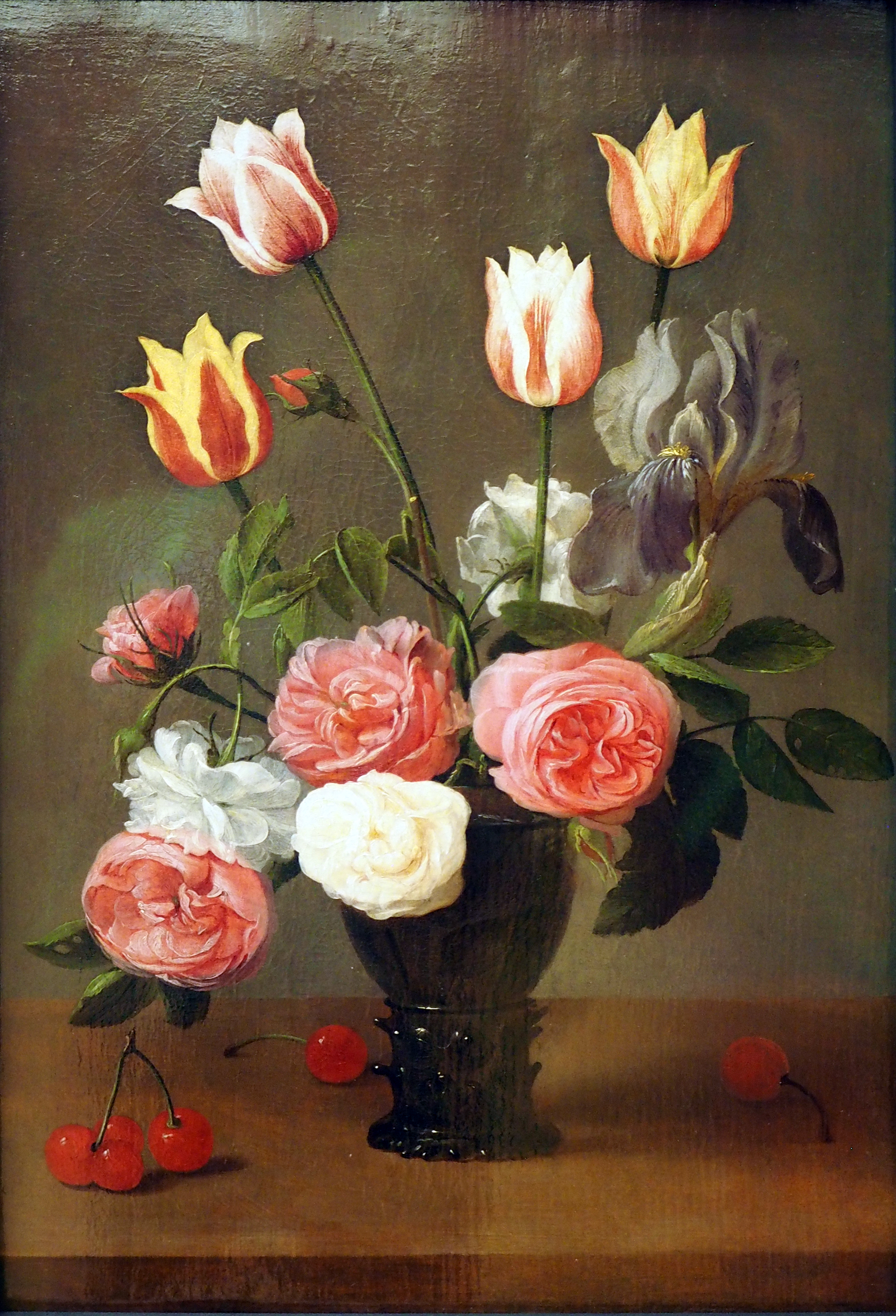
花の静物画 Landesmuseum Hannover
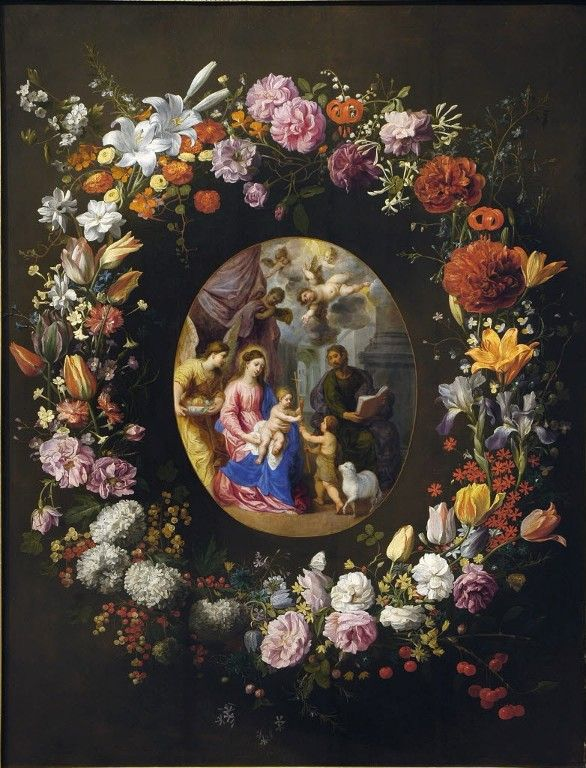
ヘンドリック・ファン・バーレンと共作、花環図(1620/1630) オルレアン美術館
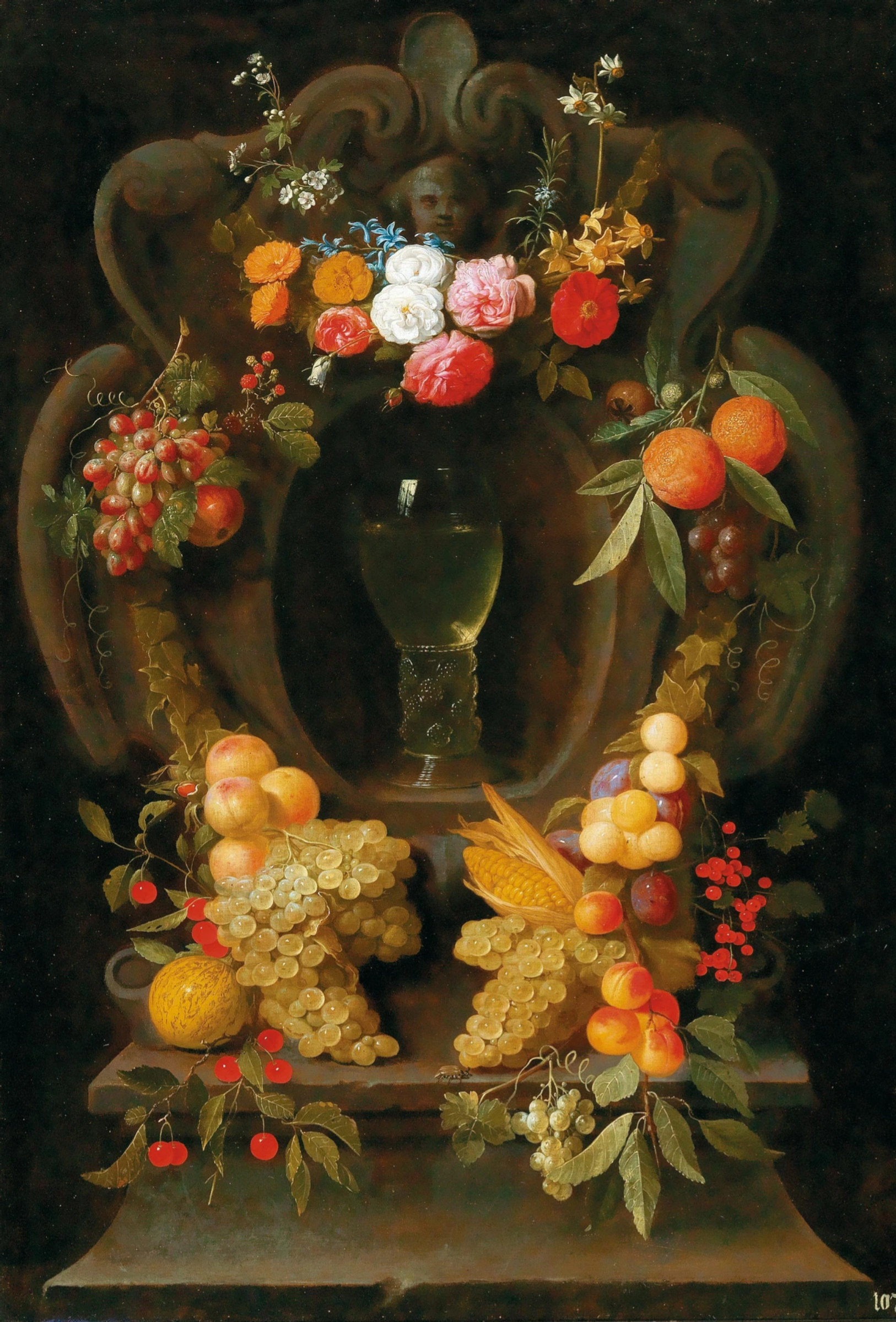
名前が不明の画家（Pseudo-Simons）と共作、花環図　(1650/1666)